# ザ・ドリーム・コールズ・フォー・ブラッド
『ザ・ドリーム・コールズ・フォー・ブラッド』(The Dream Calls for Blood)は、アメリカで2013年10月11日に発売され、日本では10月23日に発売されたアメリカ合衆国のスラッシュメタルバンド、デス・エンジェルの7枚目のスタジオ・アルバムである。

## 背景
ギタリストのロブ・キャベスタニーはこのアルバムの題名は「基本的に僕らのモットー」 だと述べ、次の様に説明した:
「僕らの視点では、夢とは僕らのバンドである事、バンドがあなた方の人生の為に活動し音楽を作って行く事だ。血とは全ての犠牲であり、その中に入って行く全てのハードワークであり、そしてそれを表現する為のメタファーなんだ。それを音楽だけを言っている訳じゃない。彼らの人生に関係を持っている人々や達成しようとしている目標、その目標を達成させる為に必要とされる犠牲を言い表してもいる。それと同時に、近道をして正しい方法で目標を達成させようとして全ての段階を踏まない他の人々に対しては攻撃性も薄い。だから、そういった方法で生きている人々に中指を立て、それで得られる物に対して敬意を払うつもりは無いんだ」
このアルバムではプロデューサーのジェイソン・スーコフによるギター・ソロが押し出されている。

## 収録曲
1. レフト・フォー・デッド - Left For Dead
2. サン・オブ・ザ・モーニング -  Son Of The Morning
3. フォールン - Fallen
4. ザ・ドリーム・コールズ・フォー・ブラッド -  The Dream Calls For Blood
5. サキュバス - Succubus
6. エクセキューション / ドント・セイヴ・ミー - Execution / Don't Save Me
7. キャスター・オブ・シェイム - Caster Of Shame
8. ディトネイト - Detonate
9. エンプティ - Empty
10. テリトリアル・インスティンクト / ブラッドラスト - Territorial Instinct / Bloodlust

### 日本盤ボーナス・トラック
1. ヘヴン・アンド・ヘル - Heaven And Hell

### DVD
1. ザ・メイキング・オブ "ザ・ドリーム・コールズ・フォー・ブラッド - "The Making Of "The Dream Calls For Blood"

## メンバー
- マーク・オセヴエダ(ボーカル)
- ロブ・カヴェスタニィ(ギター)
- テッド・アギラー(ギター)
- ダミアン・シッソン(ベース)
- ウィル・キャロル(ドラムス)